# 先端航空宇宙脅威特定計画
先端航空宇宙脅威特定計画、または先進航空宇宙脅威識別計画（英語: Advanced Aerospace Threat Identification Program, 略称：AATIP）は、アメリカ合衆国連邦政府によって進められていた未確認飛行物体(Unidentified Flying Object, UFO)、および未確認空中現象(Unidentified Aerial Phenomena, UAP)に対する研究プログラムである。
AATIPは2007年から2012年にかけての5年間で2,200万USドルの予算が執行され、2017年に計画の存在が公表された。AATIP計画の終了後にも、政府主導で未確認空中現象タスクフォース (Unidentified Aerial Phenomena Task Force, UAPTF)と呼ばれる研究プログラムが継続されている。
AATIP計画の責任者であったルイス・エリゾンドは、2017年に公益法人"To the Stars... Academy of Arts & Sciences"を設立した。

## 概要
2007年当時、アメリカ合衆国上院院内総務であったハリー・リード上院議員が、実業家の友人であるロバート・ビゲローに促され、テッド・スティーヴンス上院議員、ダニエル・イノウエ上院議員らの支援を受けて、Advanced Aerospace Weapon Systems Applications Program (AAWSAP, 先端航空宇宙兵器システム適用計画)という名称で研究プログラムが策定され、5年間で2,200万USドルの予算が組まれ、UFO・UAPの公的な研究プログラムがアメリカ国防情報局 (DIA)の元で開始される事となった。
リード議員、そしてロバート・ビゲローの地元であるネバダ州には、UFO研究に関する軍事施設ではないかと噂されるエリア51が存在し、ビゲローは以前からUFOや超常現象に興味を持ち、これまでにも私費を投じてこういった研究プログラムを支援してきた経緯があった。
AATIPの研究内容が公開された後、リード議員はインタビューで、『私はこの計画を進めた事を誇りに思う。私は今まで誰もやらなかった事をやった。私は科学に興味があると同時に、アメリカ国民が何が起こっているのかを理解する事を助ける事にも興味がある』と述べ、『このプログラムにより何百もの論文が作成され、その多くが公開されている』とも述べた。
AAITPは、ロバート・ビゲローの所有する民間企業ビゲロー・エアロスペースとの契約を通じて、過去数十年にわたるUFO目撃事例を整理した494ページの報告書を作成した。この報告書は一般には公開されていないが、内容には様々な未確認空中現象に対する分析が含まれているとされている。
AAITPからはまた、他の多数の研究分野への資金提供も行われていた。この研究分野には、ワープ航法、ダークエネルギー、余剰次元、ワームホール、負のエネルギー、といったものが含まれていた。
AAITPによって作成されたレポートの中には、米軍機のパイロットによって撮影された未確認現象やUFOが映っているとされるいくつかの映像が含まれており、この映像はAAITPの終了後、ルイス・エリゾンドによって公表さた。その後、アメリカ国防総省の広報官は、これらの映像が実際に米軍パイロットによって撮影されたものであると公式に認め、『近年、米軍機と未確認飛行物体の遭遇事例が増加している』と述べた。
国防総省はAATIPが2012年に終了したと公式には発表していたが、2017年に上層部との意見の対立などから国防総省を辞職したルイス・エリゾンドは、同種の研究は継続されていたはずだと述べ、2020年には未確認空中現象タスクフォースと呼ばれる同種の研究が進められている事が公表された。
2017年10月に国防総省を退職したエリゾンドは公益法人"To the Stars"の設立を発表した後、ハフポスト誌上に政府のUFO研究計画の存在について公表した。
この後、2017年12月16日にワシントン・ポスト、ニューヨーク・タイムズ、ポリティコによってAATIPの概要が報じられ、話題となった。